# Virginie Dedieu
Virginie Dedieu, född den 25 februari 1979 i Aix-en-Provence, Frankrike, är en fransk konstsimmare.
Hon tog OS-brons i duett i konstsim i samband med de olympiska konstsimstävlingarna 2000 i Sydney.